# Szwadron Kawalerii KOP „Mizocz”
Szwadron Kawalerii KOP „Mizocz” – pododdział kawalerii Korpusu Ochrony Pogranicza.

## Formowanie i zmiany organizacyjne
Na posiedzeniu Politycznego Komitetu Rady Ministrów, w dniach 21-22 sierpnia 1924, zapadła decyzja powołania Korpusu Wojskowej Straży Granicznej. 12 września 1924 Ministerstwo Spraw Wojskowych wydało rozkaz wykonawczy w sprawie utworzenia Korpusu Ochrony Pogranicza, a 17 września instrukcję określającą jego strukturę. W grudniu 1924 przystąpiono do formowania nie przewidzianego planem organizacji 11 szwadronu kawalerii. 21 stycznia 1825 sformowany już szwadron maszerował nad granicę. Pododdział podporządkowany został dowódcy 1 Brygady Ochrony Pogranicza. Dowództwo rozlokowało się w Buszczy w budynku prywatnym . Stany szwadronu były zbliżone do stanów szwadronów formowanych w 1924. W skład szwadronu wchodzić miały cztery plutony liniowe i drużyna dowódcy szwadronu.
Szwadron był podstawową jednostką taktyczną kawalerii KOP. Zadaniem szwadronu było prowadzenie działań pościgowych, patrolowanie terenu, w dzień i w nocy, na odległości nie mniejsze niż 30 km, a także utrzymywanie łączności między odwodami kompanijnymi, strażnicami i sąsiednimi oddziałami oraz eskortowanie i organizowanie posterunków pocztowych. Wymienione zadania szwadron realizował zarówno w strefie nadgranicznej, będącej strefą ścisłych działań KOP, jak również w pasie ochronnym sięgającym około 30 km w głąb kraju. Szwadron był też jednostką organizacyjną, wyszkoleniową, macierzystą i pododdziałem gospodarczym .
W lipcu 1929 zreorganizowano kawalerię KOP. Zorganizowano dwie grupy kawalerii. Podział na grupy uwarunkowany był potrzebami szkoleniowymi i zadaniami kawalerii KOP w planie „Wschód”. Szwadron wszedł w skład grupy południowej. Przyjęto też zasadę, że szwadrony przyjmą nazwę miejscowości będącej miejscem ich stacjonowania. Obok nazwy geograficznej, do 1931 stosowano również numer szwadronu.
W 1934(?)1932 dokonano kolejnego podziału szwadronów. Tym razem na trzy grupy inspekcyjne. Szwadron wszedł w skład grupy południowej.
W 1937 szwadron wszedł w skład pułku KOP „Zdołbunów”. Jednostką administracyjną dla szwadronu był batalion KOP „Ostróg”.
W 1938 nastąpiła reorganizacja podporządkowania i struktur kawalerii KOP. Szwadrony zakwalifikowano do odpowiednich typów jednostek w zależności od miejsca stacjonowania. Szwadron zakwalifikowano do grupy I. Organizacja szwadronu kawalerii na dzień 20 listopada 1938 przedstawiała się następująco: dowódca szwadronu, szef szwadronu, drużyna ckm, drużyna gospodarcza, patrol telefoniczny i dwa plutony liniowe po cztery sekcje, w tym sekcję rkm . Liczył 2 oficerów, 1 chorążego, 8 podoficerów zawodowych, 2 podoficerów nadterminowych i 72 ułanów. Na uzbrojeniu posiadał 2 ckm, 2 rkm, 73 karabinki, 76 szabel. Posiadał też 83 konie wierzchowe. 
W ramach mobilizacji częściowej zarządzonej 23 marca 1939 szwadron przegrupował się w rejon Wielunia, gdzie organizowany był ćwiczebny pułk kawalerii KOP podporządkowany dowódcy OK IV. W maju szwadron wszedł w skład 1 pułku kawalerii KOP jako jego III szwadron.

## Żołnierze szwadronu
Dowódcy szwadronu:

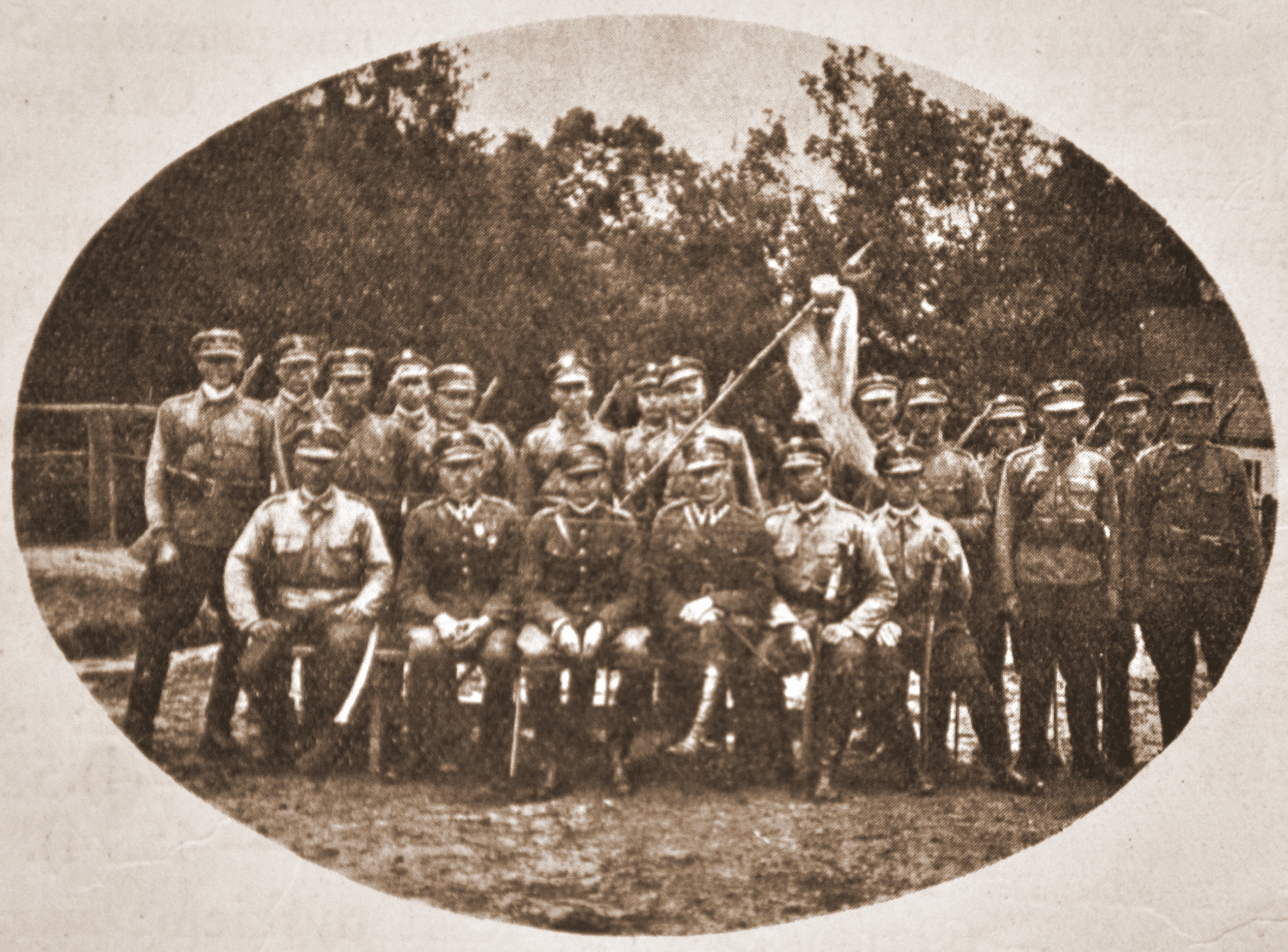
Żołnierze plutonu 11 szwadronu, który zdobył „buńczuk” w zawodach szwadronów 1 Brygady KOP w 1927

- por. / rtm. Romuald Jaworski[28] z 7 puł (1925 – 31 marca 1930? → 5 puł)
- rtm. Bronisław Klimowicz (− 27 kwietnia 1929)[29]  → stan spoczynku
- rtm. / mjr kaw. Leon II Trojanowski z 7 puł (31 marca 1930 – 23 marca 1932 → kwatermistrz 5 puł)
- rtm. Jan Maciejowski z 13 puł (2 grudnia 1936[30]  – września 1939[26][27])

Obsada personalna w marcu 1939
Ostatnia „pokojowa” obsada oficerska szwadronu
- dowódca szwadronu – rtm. Maciejowski Jan
- oficer szwadronu – por. Białoszewicz Włodzimierz

Obsada personalna 3 szwadronu 1 pkaw KOP:
- dowódca szwadronu – rtm. Jan Maciejowski
- dowódca I plutonu – por. Włodzimierz Białoszewicz z 11 puł
- dowódca II plutonu – ppor. rez. Michał Józef Paweł Garapich de Sichelburg[g] z 9 p.uł. († 12 września 1939)
- dowódca III plutonu – ppor. rez. Jan Fiszer[h] z 19 p.uł.
- szef szwadronu – N.N.